# Super Star Wars
Super Star Wars — игра для SNES, основанная на фильме Звёздные войны. Эпизод IV: Новая надежда, и которая была выпущена в 1992 году, и позднее перевыпущена для Virtual Console в 2009 году. Super Star Wars в целом является двухмерным платформером, хотя в игре также есть уровни, не подпадающие под этот жанр — например, вождение лендспидера и полеты на X-wing. В игре также присутствуют разные играбельные персонажи с различными способностями.

## Игровой процесс
Super Star Wars является ремейком куда менее известной игры Star Wars, которая была выпущена в 1991 году для Nintendo Entertainment System, Sega Master System, Game Boy и Game Gear.
Изначально предполагалось что в игре у персонажей будет чёрная обводка, аналогичная Ultima VIII: Pagan. Однако данная идея была заброшена, так как было решено, что тогда персонажи будут выглядеть чересчур мультяшно.
В игре три главных героя. У Люка Скайуокера маленький запас здоровья, но после встречи с Оби-Ваном у него появляется новое оружие — световой меч. Поздние уровни позволяют игроку управлять контрабандистом и пилотом Ханом Соло (обладает прерываемым подкатом и средним запасом здоровья) или Чубаккой, Вуки (обладает максимальным запасом здоровья).
Финальным боссом в игре является Дарт Вейдер на TIE Advanced.
В игре был уровень с уплотнителем мусора, который был удален из-за ограничений по памяти. Изображение было опубликовано в номере Electronic Gaming Monthly приблизительно во время выхода игры.

## Сюжет
Сюжет игры Super Star Wars в целом повторяет сюжет фильма Звёздные войны. Эпизод IV: Новая надежда, хотя были допущены некоторые вольности для того, чтобы адаптировать историю под платформерную игру. К примеру, вместо простой покупки C-3PO и R2-D2 у Джав, Люк Скайуокер должен пробраться на верх песчаного краулера Джав, прыгая по серии двигающихся конвейеров.
Также в игре и её сиквелах изменена судьба Бобы Фетта. Если по сюжету фильмов его в шестом эпизоде съедает песчаный монстр Сарлакк, то здесь Люк уничтожает Сарлакка на первом же уровне четвёртого эпизода, а самого Фетта в пятом эпизоде убивает Чубакка.

## Оценки
Игра Super Star Wars получила награды «Best Action/Adventure Game of 1992» и «Best Movie-to-Game» от Electronic Gaming Monthly.

## Версия для MS-DOS
Порт Super Star Wars был в разработке с 1994 года, работу проводила датская компания Brain Bug, а продюсировалось это компанией Softgold. Планировалось, что данная версия будет предоставлять куда более хорошую графику и звук по сравнению с версией для SNES, и при этом уровни и игровой процесс оставались теми же. Игра были почти завершена, но в 1995 году LucasArts решило остановить разработку и отменить выпуск.

## Сиквелы
Были выпущены сиквелы для SNES и Virtual Console. Обе игры похожие, но графика улучшена.
- Super Star Wars: The Empire Strikes Back. У Люка Скайуокера появляются приёмы, связанные с применением Силы (например, левитация или лечение), у Хана Соло — гранаты, у Чубакки — вращение, на время делающее его неуязвимым. Также персонажи получили возможность стрелять на бегу. Финальный босс — Дарт Вейдер.
- Super Star Wars: Return of the Jedi. Люк Скайуокер теперь лишён бластера. Появился новый играбельный персонаж — принцесса Лея, а также возвращена возможность выбирать героя перед началом уровня. Среди боссов присутствуют Джабба Хатт и Дарт Вейдер. Финальный босс — император Дарт Сидиус, после боя с ним следует сверхскоростной полёт на Тысячелетнем Соколе по туннелям Звезды Смерти: сначала внутрь до реактора, а потом наружу.